# Kasszián
A Kasszián latin eredetű férfinév, jelentése: a Cassius nemzetséghez tartozó férfi. A nemzetségnév a latin cassus szóból származik, aminek a jelentése üres, hiú.

## Gyakorisága
Az 1990-es években szórványos név, a 2000-es években nem szerepel a 100 leggyakoribb férfinév között.

## Névnapok
- augusztus 13.[2]

## Híres Kassziánok
- Szent Kasszián vértanú († 303 körül)[5]
- Boldog Kasszián kapucinus vértanú († 1638. augusztus 7.)[6]